# Білл Нортем
Білл Нортем (англ. Bill Northam, 28 вересня 1905 — 2 вересня 1988) — австралійський яхтсмен.
Олімпійський чемпіон 1964 року в класі 5,5 метра.